# Mircze
Mircze is een dorp in het Poolse woiwodschap Lublin, in het district Hrubieszowski. De plaats maakt deel uit van de gemeente Mircze.